# Enric González
Enrique Francisco González Torralba (Barcelona, 1959) es un periodista español.
Es hijo del escritor Francisco González Ledesma.
Se inició en el periodismo con diecisiete años, trabajando en la edición barcelonesa de la Hoja del Lunes, para después hacerlo en El Correo Catalán y El Periódico de Catalunya. En la década de los años 80 comenzó a trabajar para El País, donde ha desarrollado la mayor parte de su carrera periodística, hasta abandonar esta última a petición propia en octubre de 2012, tras el ERE de Prisa. Es asimismo colaborador habitual de la revista cultural Jot Down. El 16 de enero de 2013 fue anunciado como nuevo columnista del diario El Mundo. También es firma habitual de la revista Alternativas Económicas desde su lanzamiento el 1 de marzo de 2013. [cita requerida]
Entre septiembre de 2018 y junio de 2021 volvió a trabajar para el diario El País como corresponsal en Buenos Aires.
Entre otras actividades, ha cubierto la guerra del Golfo, el genocidio de Ruanda y las pruebas nucleares en el atolón de Mururoa.

## Obra publicada
- con Francesc Baiges y Jaume Reixach: Banca Catalana, más que un banco, más que una crisis (1985, Plaza y Janés)
- Historias de Londres (1999, Península)
- Historias de Nueva York (2006, RBA)
- Historias del calcio. Una crónica de Italia a través del fútbol (2007, RBA)
- Historias de Roma (2010, RBA)[cita requerida]
- Todas las historias (2011, RBA), compilación de los libros sobre Londres, Nueva York y Roma
- Una cuestión de fe (2012), sobre el RCD Espanyol
- Memorias líquidas (2012, Jot Down)